# لوکاس مولر
لوکاس مولر (آلمانی: Lukas Müller؛ زادهٔ ۱۹ مهٔ ۱۹۸۷) قایقران روئینگ اهل آلمان است.